# Liste der Oberleitungsbussysteme
Die Liste der Oberleitungsbussysteme enthält nach Staaten geordnet alle bestehenden Oberleitungsbus-Systeme, das Eröffnungsdatum des gegenwärtigen Systems und das zuständige Verkehrsunternehmen. Vorübergehende Betriebseinstellungen sind nicht berücksichtigt. Handelt es sich um Neuanlagen nach einer langen Periode ohne Oberleitungsbusverkehr, so ist als Eröffnungsdatum das Datum des heutigen Systems angegeben. Stillgelegte Systeme sind in der Liste der ehemaligen Oberleitungsbussysteme enthalten. Nicht aufgeführt werden sogenannte Straßenbahnen auf Gummirädern des Systems Translohr.

## A

### Argentinien
| Ort     | Eröffnung  | Betreibergesellschaft                                                       | Anmerkungen                                                           |
| ------- | ---------- | --------------------------------------------------------------------------- | --------------------------------------------------------------------- |
| Córdoba | 07.05.1989 | Transporte Automotor Municipal Sociedad del Estado (TAMSE)                  |                                                                       |
| Rosario | 24.05.1959 | Sociedad del Estado Municipal para el transporte urbano de Rosario (SEMTUR) | Betrieb war zwischen 1. Januar 1993 und 25. Januar 1994 unterbrochen. |

Weitere (ehemalige) Betriebe: Liste der ehemaligen Oberleitungsbussysteme#Argentinien

### Armenien
| Ort     | Eröffnung  | Betreibergesellschaft | Anmerkungen                   |
| ------- | ---------- | --------------------- | ----------------------------- |
| Jerewan | 16.08.1949 | Yergortrans           | siehe Oberleitungsbus Jerewan |

Weitere (ehemalige) Betriebe: Liste der ehemaligen Oberleitungsbussysteme#Armenien

## B

### Belarus
| Ort      | Eröffnung  | Betreibergesellschaft                                                                                 | Anmerkungen |
| -------- | ---------- | --- | ----------- |
| Babrujsk | 30.08.1978 | UKPP Babrujskaje tralejbusnaje upraulenne (УКПП Бабруйскае тралейбуснае ўпраўленне)                   |             |
| Brest    | 20.04.1981 | KUTP Tralejbusny park (КУТП Тралейбусны парк)                                                         |             |
| Homel    | 20.05.1962 | KUP Harelektratranspart (КУП Гарэлектратранспарт)                                                     |             |
| Hrodna   | 05.11.1974 | UHP Hrodsenskaje tralejbusnaje upraulenne (УГП Гродзенскае тралейбуснае упраўленне)                   |             |
| Minsk    | 19.09.1952 | KUP Minsktrans (КУП Мінсктранс)                                                                       |             |
| Mahiljou | 19.01.1970 | MHKUP Harelektratranspart (МГКУП Гарэлектратранспарт)                                                 |             |
| Wizebsk  | 01.09.1978 | UKTP Wizebskaje tramwajna-tralejbusnaje upraulenne (УКТП Віцебскае трамвайна-тралейбуснае ўпраўленне) |             |

Keine ehemaligen Betriebe

### Bosnien und Herzegowina
| Ort      | Eröffnung  | Betreibergesellschaft | Anmerkungen                    |
| -------- | ---------- | --------------------- | ------------------------------ |
| Sarajevo | 23.11.1984 | JKP GRAS Sarajevo     | siehe Oberleitungsbus Sarajevo |

Keine ehemaligen Betriebe

### Brasilien
| Ort       | Eröffnung  | Betreibergesellschaft | Anmerkungen                                                                                    |
| --------- | ---------- | --- | ---------------------------------------------------------------------------------------------- |
| Santos    | 12.08.1963 | Serviço Municipal de Transportes Coletivos (SMTC)                                                                                    |                                                                                                |
| São Paulo | 22.04.1949 | Compañía Municipal de Transportes Colectivos (CMTC)/Empresa Metropolitana des Transportes Urbanos (EMTU)/São Paulo Transportes (SPT) | Außerdem seit 3. Dezember 1988 Obusbetrieb nach Diadema, São Bernardo do Campo und Santo André |

Weitere (ehemalige) Betriebe: Liste der ehemaligen Oberleitungsbussysteme#Brasilien

### Bulgarien
| Ort          | Eröffnung  | Betreibergesellschaft                 | Anmerkungen |
| ------------ | ---------- | ------------------------------------- | ----------- |
| Burgas       | 25.09.1989 | Burgasbus                             |             |
| Chaskowo     | 1990       | Trolejbusen Transport EOOD - Chaskowo |             |
| Pasardschik  | 01.06.1993 | Trolejbusen Transport Pasardschik AD  |             |
| Plewen       | 07.10.1985 | Trolejbusen Transport EOOD - Plewen   |             |
| Russe        | 09.09.1988 | Obschtinski Transport Russe AD        |             |
| Sliwen       | 24.05.1986 | Patnitscheski Prewosi EOOD - Sliwen   |             |
| Sofia        | 01.05.1948 | Stolitschen Elektrotransport EAD      |             |
| Stara Sagora | 11.1987    | Trolejbusni i Awtobusni Prewosi EOOD  |             |
| Warna        | 01.01.1986 | Gradski Transport EAD                 |             |
| Wraza        | 09.1988    | Trolejbusen Transport EOOD - Wraza    |             |

Weitere (ehemalige) Betriebe: Liste der ehemaligen Oberleitungsbussysteme#Bulgarien

## C

### Chile
| Ort        | Eröffnung  | Betreibergesellschaft | Anmerkungen                      |
| ---------- | ---------- | --------------------- | -------------------------------- |
| Valparaíso | 31.12.1952 | Trolebuses de Chile   | siehe Oberleitungsbus Valparaíso |

Weitere (ehemalige) Betriebe: Liste der ehemaligen Oberleitungsbussysteme#Chile

### China
| Ort       | Eröffnung  | Betreibergesellschaft                      | Anmerkungen |
| --------- | ---------- | ------------------------------------------ | ----------- |
| Baoding   | 29.12.2018 | ?                                          |             |
| Dalian    | 01.10.1960 | Dalian City Transport Company              |             |
| Guangzhou | 30.09.1960 | Guangzhou City Trolleybus Company          |             |
| Hangzhou  | 26.04.1961 | Hangzhou Public Transportation Corporation |             |
| Jinan     | 01.1977    | Jinan Public Transportation Group          |             |
| Luoyang   | 01.10.1984 | Luoyang Public Transportation Corporation  |             |
| Qingdao   | 25.10.1960 | Qingdao Public Bus Company                 |             |
| Peking    | 26.02.1957 | Beijing City Trolleybus Company            |             |
| Shanghai  | 15.11.1914 | Shanghai Bashi Dian-che                    |             |
| Taiyuan   | 01.05.1960 | Taiyuan City Transport Company             |             |
| Wuhan     | 20.09.1958 | Wuhan City Trolleybus                      |             |

Weitere (ehemalige) Betriebe: Liste der ehemaligen Oberleitungsbussysteme#China

## D

### Deutschland
| Ort                 | Eröffnung  | Betreibergesellschaft                           | Anmerkungen                               |
| ------------------- | ---------- | ----------------------------------------------- | ----------------------------------------- |
| Eberswalde          | 03.11.1940 | Barnimer Busgesellschaft mbH                    | siehe Oberleitungsbus Eberswalde          |
| Esslingen am Neckar | 10.07.1944 | Städtischer Verkehrsbetrieb Esslingen am Neckar | siehe Oberleitungsbus Esslingen am Neckar |
| Solingen            | 19.06.1952 | Stadtwerke Solingen                             | siehe Oberleitungsbus Solingen            |

Weitere (ehemalige) Betriebe: Liste der ehemaligen Oberleitungsbussysteme#Deutschland

## E

### Ecuador
| Ort   | Eröffnung  | Betreibergesellschaft                        | Anmerkungen                 |
| ----- | ---------- | -------------------------------------------- | --------------------------- |
| Quito | 17.12.1995 | Unidad Operadora del Sistema Trolebús (UOST) | siehe Oberleitungsbus Quito |

Keine ehemaligen Betriebe

### Estland
| Ort     | Eröffnung  | Betreibergesellschaft    | Anmerkungen                   |
| ------- | ---------- | ------------------------ | ----------------------------- |
| Tallinn | 06.07.1965 | Tallinna Linnatranspordi | siehe Oberleitungsbus Tallinn |

Keine ehemaligen Betriebe

## F

### Frankreich
| Ort           | Eröffnung  | Betreibergesellschaft                                                                         | Anmerkungen                 |
| ------------- | ---------- | --------------------------------------------------------------------------------------------- | --------------------------- |
| Limoges       | 14.07.1943 | Compagnie des Tramways Electrique de Limoges (CTEL)/Compagnie des Trolleybus de Limoges (CTL) |                             |
| Lyon          | 04.09.1935 | Omnibus et Tramways de Lyon (OTL)/Transports en Commun Lyonnais (TCL)                         |                             |
| Nancy         | 27.09.1982 | Service de Transport de l'Agglomération Nancéienne (STAN)                                     | siehe Oberleitungsbus Nancy |
| Saint-Étienne | 01.01.1942 | Société de Transports de l’Agglomération Stéphanoise (STAS)                                   |                             |

Weitere (ehemalige) Betriebe: Liste der ehemaligen Oberleitungsbussysteme#Frankreich

## G

### Georgien
| Ort     | Eröffnung  | Betreibergesellschaft | Anmerkungen                   |
| ------- | ---------- | --------------------- | ----------------------------- |
| Sochumi | 03.01.1968 |                       | siehe Oberleitungsbus Sochumi |

Weitere (ehemalige) Betriebe: Liste der ehemaligen Oberleitungsbussysteme#Georgien

### Griechenland
| Ort            | Eröffnung    | Betreibergesellschaft                                     | Anmerkungen                                                       |
| -------------- | ------------ | --------------------------------------------------------- | ----------------------------------------------------------------- |
| Athen / Piräus | 07.1954 1949 | Ilektrokinita Leoforeia Periohis Athinon–Peiraios (ILPAP) | seit 1988 gemeinsamer Betrieb, siehe Oberleitungsbus Athen/Piräus |

Keine ehemaligen Betriebe

## I

### Italien
| Ort       | Eröffnung  | Betreibergesellschaft                                | Anmerkungen                                                   |
| --------- | ---------- | ---------------------------------------------------- | ------------------------------------------------------------- |
| Ancona    | 15.03.1949 | Conerobus                                            | siehe Oberleitungsbus Ancona                                  |
| Avellino  | 03.04.2023 | AIR Campania                                         |                                                               |
| Bologna   | 04.01.1991 | Azienda Trasporti Consorziali di Bologna (ATC)       | siehe Oberleitungsbus Bologna; bereits zwei Vorgängerbetriebe |
| Cagliari  | 22.12.1952 | Consorzio Trasporti Mobilità (CTM)                   | siehe Oberleitungsbus Cagliari                                |
| Chieti    | 01.08.1950 | La Panoramica                                        | siehe Oberleitungsbus Chieti                                  |
| Genua     | 01.07.1997 | Azienda Mobilità e Trasporti (AMT)                   | siehe Oberleitungsbus Genua                                   |
| La Spezia | 27.01.1951 | Azienda Trasporti Consortile (ATC)                   | siehe Oberleitungsbus La Spezia                               |
| Lecce     | 12.01.2012 | Società Gestione Multipla (SGM)                      | siehe Oberleitungsbus Lecce                                   |
| Mailand   | 28.10.1933 | Azienda Trasporti Milanesi (ATM)                     | siehe Oberleitungsbus Mailand                                 |
| Modena    | 21.01.1950 | Azienda Trasporti Consorziali di Modena (ATCM)       | siehe Oberleitungsbus Modena                                  |
| Neapel    | 08.05.1940 | Azienda Napoletana Mobilità (ANM)                    | siehe Oberleitungsbus Neapel                                  |
| Parma     | 25.10.1953 | Tranvie Elettriche Parmensi (TEP)                    | siehe Oberleitungsbus Parma                                   |
| Rimini    | 01.01.1939 | Agenzia Mobilità provincia di Rimini (AM)            | siehe Oberleitungsbus Rimini–Riccione                         |
| Rom       | 23.03.2005 | Azienda Tranvie ed Autobus del Comune di Roma (ATAC) | siehe Oberleitungsbus Rom                                     |

Weitere (ehemalige) Betriebe: Liste der ehemaligen Oberleitungsbussysteme#Italien

### Iran
| Ort     | Eröffnung  | Betreibergesellschaft | Anmerkungen                   |
| ------- | ---------- | --------------------- | ----------------------------- |
| Teheran | 14.09.1992 |                       | siehe Oberleitungsbus Teheran |

Keine ehemaligen Betriebe

## K

### Kanada
| Ort       | Eröffnung  | Betreibergesellschaft | Anmerkungen                     |
| --------- | ---------- | --- | ------------------------------- |
| Vancouver | 16.08.1948 | British Columbia Electric Railway (BCER) / BC Hydro / BC Transit / TransLink / Coast Mountain Bus Company / Greater Vancouver Transit System | siehe Oberleitungsbus Vancouver |

Weitere (ehemalige) Betriebe: Liste der ehemaligen Oberleitungsbussysteme#Kanada

### Kasachstan
| Ort    | Eröffnung  | Betreibergesellschaft | Anmerkungen                  |
| ------ | ---------- | --------------------- | ---------------------------- |
| Almaty | 20.04.1944 | Almatyelektrotrans    | siehe Oberleitungsbus Almaty |

Weitere (ehemalige) Betriebe: Liste der ehemaligen Oberleitungsbussysteme#Kasachstan

### Kirgisistan
| Ort  | Eröffnung  | Betreibergesellschaft | Anmerkungen                |
| ---- | ---------- | --------------------- | -------------------------- |
| Osch | 01.11.1977 |                       | siehe Oberleitungsbus Osch |

Weitere (ehemalige) Betriebe: Liste der ehemaligen Oberleitungsbussysteme#Kirgisistan

## L

### Lettland
| Ort  | Eröffnung  | Betreibergesellschaft | Anmerkungen                |
| ---- | ---------- | --------------------- | -------------------------- |
| Riga | 06.11.1947 | RP SIA Rīgas satiksme | siehe Oberleitungsbus Riga |

Keine ehemaligen Betriebe

### Litauen
| Ort     | Eröffnung  | Betreibergesellschaft             | Anmerkungen                   |
| ------- | ---------- | --------------------------------- | ----------------------------- |
| Kaunas  | 31.12.1965 | AB Autrolis                       |                               |
| Vilnius | 27.11.1956 | UAB Vilniaus viešasis transportas | siehe Oberleitungsbus Vilnius |

Keine ehemaligen Betriebe

## M

### Marokko
| Ort        | Eröffnung  | Betreibergesellschaft | Anmerkungen                      |
| ---------- | ---------- | --------------------- | -------------------------------- |
| Marrakesch | 29.09.2017 | ALSA                  | siehe Oberleitungsbus Marrakesch |

Weitere (ehemalige) Betriebe: Liste der ehemaligen Oberleitungsbussysteme#Marokko

### Mexiko
| Ort          | Eröffnung  | Betreibergesellschaft                                                  | Anmerkungen                  |
| ------------ | ---------- | ---------------------------------------------------------------------- | ---------------------------- |
| Mexiko-Stadt | 09.03.1951 | Servicio de Transportes Eléctricos del D.F. (STE)                      | Oberleitungsbus Mexico D. F. |
| Guadalajara  | 15.12.1976 | Sistema de Transporte Colectivo de la Zona Metropolitana (Sistecozome) |                              |

Weitere (ehemalige) Betriebe: Liste der ehemaligen Oberleitungsbussysteme#Mexiko

### Moldawien
| Ort      | Eröffnung  | Betreibergesellschaft | Anmerkungen                                                                                |
| -------- | ---------- | --------------------- | ------------------------------------------------------------------------------------------ |
| Bălți    | 21.06.1972 |                       |                                                                                            |
| Bender   | 15.06.1995 |                       | vor Beginn des eigenständigen Stadtverkehrs gab es bereits die Überlandlinie nach Tiraspol |
| Chișinău | 12.10.1949 |                       |                                                                                            |
| Tiraspol | 01.11.1967 |                       | seit 19. Juni 1993 Überlandlinie nach Bender                                               |

Weitere (ehemalige) Betriebe: Liste der ehemaligen Oberleitungsbussysteme#Moldawien

## N

### Niederlande
| Ort    | Eröffnung  | Betreibergesellschaft | Anmerkungen                  |
| ------ | ---------- | --------------------- | ---------------------------- |
| Arnhem | 05.09.1949 | Connexxion            | siehe Oberleitungsbus Arnhem |

Weitere (ehemalige) Betriebe: Liste der ehemaligen Oberleitungsbussysteme#Niederlande

### Nordkorea
| Ort           | Eröffnung  | Betreibergesellschaft | Anmerkungen                                                                                           |
| ------------- | ---------- | --------------------- | --- |
| Anjŭ          | 1987       |                       | |
| Ch’ŏngjin     | 20.10.1970 |                       | siehe Oberleitungsbus Ch’ŏngjin                                                                       |
| Haeju         | 04.1986    |                       | |
| Hamhŭng       | 1973       |                       | |
| Hŭich’ŏn      | ?          |                       | |
| Kanggye       | 17.04.1992 |                       | |
| Kapsan        | 12.10.1994 |                       | |
| Manp'o        | 2020       |                       | |
| P'yŏngsŏng    | 04.08.1983 |                       | siehe Oberleitungsbus P'yŏngsŏng                                                                      |
| Pjöngjang     | 30.04.1962 |                       | siehe Oberleitungsbus Pjöngjang, außerdem seit 1983 Überlandbetrieb Pjöngjang–Ryongsŏng               |
| Ryŏngdae      | 10.06.1993 |                       | |
| Ryongdung     | 04.11.1983 |                       | |
| Sangnong      | 1993       |                       | |
| Sangwon       | 29.03.1995 |                       | |
| Sariwŏn       | ?          |                       | |
| Sinp'yŏng-gun |            |                       | Mannyol-rodongjagu                                                                                    |
| Sinŭiju       | 1977/1980  |                       | siehe Oberleitungsbus Sinŭiju, außerdem seit 1980 bis 2006 (oder 2007) Überlandbetrieb Sinŭiju–Ragwŏn |
| Songnim       | 1993       |                       | |
| Sudong-gu     | 07.1979    |                       | |
| Sunch’ŏn      | 1989       |                       | |
| Tanch'ŏn      | 10.04.1986 |                       | Kumgol-1-dong - Kumgol-3-dong                                                                         |
| Unhŭng        | 08.1988    |                       | |
| Wŏnsan        | 08.09.1988 |                       | |

Weitere (ehemalige) Betriebe: Liste der ehemaligen Oberleitungsbussysteme#Nordkorea

### Norwegen
| Ort    | Eröffnung  | Betreibergesellschaft | Anmerkungen                  |
| ------ | ---------- | --------------------- | ---------------------------- |
| Bergen | 24.02.1950 | Tide ASA              | siehe Oberleitungsbus Bergen |

Weitere (ehemalige) Betriebe: Liste der ehemaligen Oberleitungsbussysteme#Norwegen

## O

### Österreich
| Ort      | Eröffnung  | Betreibergesellschaft | Anmerkungen                    |
| -------- | ---------- | --------------------- | ------------------------------ |
| Linz     | 15.05.1944 | Linz AG               | siehe Oberleitungsbus Linz     |
| Salzburg | 01.10.1940 | Salzburg AG           | siehe Oberleitungsbus Salzburg |

Weitere (ehemalige) Betriebe: Liste der ehemaligen Oberleitungsbussysteme#Österreich

## P

### Polen
| Ort    | Eröffnung  | Betreibergesellschaft                | Anmerkungen                                      |
| ------ | ---------- | ------------------------------------ | ------------------------------------------------ |
| Gdynia | 18.09.1943 | ZKM Gdynia                           | Einschließlich Obusbetrieb Gdynia-Sopot (Zoppot) |
| Lublin | 21.07.1953 | MPK Lublin                           |                                                  |
| Tychy  | 01.10.1982 | Tyskie Linie Trolejbusowe sp. z o.o. | siehe Oberleitungsbus Tychy                      |

Weitere (ehemalige) Betriebe: Liste der ehemaligen Oberleitungsbussysteme#Polen

### Portugal
| Ort     | Eröffnung  | Betreibergesellschaft                                              | Anmerkungen                   |
| ------- | ---------- | ------------------------------------------------------------------ | ----------------------------- |
| Coimbra | 16.08.1947 | Serviços Municipalizados de Transportes Urbanos de Coimbra (SMTUC) | siehe Oberleitungsbus Coimbra |

Weitere (ehemalige) Betriebe: Liste der ehemaligen Oberleitungsbussysteme#Portugal

## R

### Rumänien
| Ort          | Eröffnung  | Betreibergesellschaft                         | Anmerkungen                                                   |
| ------------ | ---------- | --------------------------------------------- | ------------------------------------------------------------- |
| Baia Mare    | 16.02.1996 | Transport Local Urbis Baia Mare               | siehe Oberleitungsbus Baia Mare                               |
| Brașov       | 01.05.1959 | Regia Autonomă de Transport Brașov            |                                                               |
| Bukarest     | 10.11.1949 | Societatea de Transport București             | siehe Oberleitungsbus Bukarest                                |
| Cluj-Napoca  | 07.11.1959 | Regia Autonomã de Transport Urban de Calatori |                                                               |
| Galați       | 23.08.1989 | Transurb SA Galați                            |                                                               |
| Mediaș       | 22.08.1989 | Meditur Medias                                |                                                               |
| Piatra Neamț | 22.12.1995 | SC Troleibuzul                                |                                                               |
| Ploiești     | 01.09.1997 | Regia Autonomă de Transport Ploiești          |                                                               |
| Târgu Jiu    | 20.06.1995 | Transloc SA Targu Jiu                         |                                                               |
| Timișoara    | 15.11.1942 | Societatea de Transport Public Timișoara      | siehe Oberleitungsbus Timișoara                               |
| Vaslui       | 01.05.1994 | Transurb Vaslui                               | Betriebsunterbrechung zwischen 7. Juli 2009 und 13. Juni 2016 |

Weitere (ehemalige) Betriebe: Liste der ehemaligen Oberleitungsbussysteme#Rumänien

### Russland
| Ort               | Eröffnung  | Betreibergesellschaft | Anmerkungen                        |
| ----------------- | ---------- | --- | ---------------------------------- |
| Abakan            | 31.12.1980 | Abakanskoje Trollejbusnoje Uprawlenije (Абаканское троллейбусное управление)                                                                                             |                                    |
| Almetjewsk        | 13.01.1976 | Almetjewskoje Trollejbusnoje Uprawlenije (Альметьевское троллейбусное управление)                                                                                        |                                    |
| Armawir           | 16.06.1973 | Armawirskoje Trollejbusnoje Uprawlenije (Армавирское троллейбусное управление)                                                                                           |                                    |
| Astrachan         | 05.11.1967 | Astrachanelektropassagiertrans (Астраханьэлектропассажиртранс) |                                    |
| Balakowo          | 18.11.1967 | Balakowoelektrotrans (Балаковоэлектротранс) |                                    |
| Barnaul           | 19.10.1973 | Barnaulskoje Munizipalnoje Unitarnoje Tramwajno-Trollejbusnoje Predprijatije (Барнаульское Муниципальное унитарное трамвайно-троллейбусное предприятие)                  |                                    |
| Beresniki         | 04.03.1961 | Beresnikowskoje Trollejbusnoje Uprawlenije (Березниковское Троллейбусное управление)                                                                                     |                                    |
| Bratsk            | 01.02.1975 | Bratskoje Trollejbusnoje Uprawlenije (Братское троллейбусное управление)                                                                                                 |                                    |
| Brjansk           | 03.12.1960 | Brjanskoje Trollejbusnoje Uprawlenije (Брянское троллейбусное управление)                                                                                                |                                    |
| Chabarowsk        | 17.01.1975 | Chabarowskoje Tramwajno-Trollejbusnoje Uprawlenije (Хабаровское трамвайно-троллейбусное управление)                                                                      |                                    |
| Chimki            | 24.04.1997 | Chimkielektrotrans (Химкиэлектротранс) | siehe Oberleitungsbus Chimki       |
| Dserschinsk       | 15.04.1976 | Dserschinskoje Tramwajno-Trollejbusnoje Predprijatije (Дзержинское трамвайно-троллейбусное предприятие)                                                                  |                                    |
| Engels            | 29.04.1964 | Engelskoje Munizipalnoje Obrasowanije (Энгельсское муниципальное образование)                                                                                            |                                    |
| Irkutsk           | 06.11.1970 | Irkutskgorelektrotrans (Иркутскгорэлектротранс) |                                    |
| Ischewsk          | 06.11.1968 | Ischgorelektrotrans (Ижгорэлектротранс) |                                    |
| Iwanowo           | 05.11.1962 | Iwanowskoje Tramwajno-Trollejbusnoje Uprawlenije (Ивановское трамвайно-троллейбусное управление)                                                                         | mit Überlandbetrieb nach Kochma    |
| Jaroslawl         | 07.11.1949 | Jargorelektrotrans (Яргорэлектротранс) |                                    |
| Jekaterinburg     | 17.10.1943 | Jekaterinburgskoje Tramwajno-Trollejbusnoje Uprawlenije (Екатеринбургское трамвайно-троллейбусное управление)                                                            |                                    |
| Joschkar-Ola      | 01.02.1971 | Joschkar-Ola Munizipalnoje Predprijatije (Йошкар-Ола Муниципальное предприятие)                                                                                          |                                    |
| Kaliningrad       | 05.11.1975 | Kaliningradskoje Tramwajno-Trollejbusnoje Uprawlenije (Калининградское Трамвайно-троллейбусное управление)                                                               |                                    |
| Kaluga            | 30.03.1956 | Uprawlenije Kaluschskogo Trollejbusa (Управление Калужского троллейбуса)                                                                                                 |                                    |
| Kasan             | 27.11.1948 | Metroelektrotrans Kasan (Метроэлектротранс Казань) | siehe Kasaner Nahverkehr           |
| Kemerowo          | 25.09.1970 | Kemerowskoje Tramwajno-Trollejbusnoje Predprijatije (Кемеровское трамвайно-троллейбусное предприятие)                                                                    |                                    |
| Kirow             | 08.11.1943 | Kirowskoje Transportnoje Predprijatije (Кировское Транспортное Предприятие)                                                                                              |                                    |
| Kowrow            | 10.03.1975 | Kowrowskoje Uprawlenije Trollejbusnogo Transporta (Ковровское Управление троллейбусного транспорта)                                                                      |                                    |
| Krasnodar         | 28.07.1950 | Krasnodarskoje Tramwajno-Trollejbusnoje Uprawlenije (Краснодарское трамвайно-троллейбусное управление)                                                                   |                                    |
| Krasnojarsk       | 05.11.1959 | Krasnojarskoje Munizipalnoje Unitarnoje Tramwajno-Trollejbusnoje Predprijatije (Красноярское муниципальное унитарное трамвайно-троллейбусное предприятие)                |                                    |
| Kursk             | 18.08.1972 | Kurskelektrotrans (Курскэлектротранс) |                                    |
| Leninsk-Kusnezki  | 11.01.1984 | Proiswodstwennoje Trollejbusnoje Uprawlenije Goroda Leninska-Kusnezkogo (Производственное троллейбусное управление города Ленинска-Кузнецкого)                           |                                    |
| Machatschkala     | 03.02.1973 | Machatschkalinskoje Trollejbusnoje Uprawlenije (Махачкалинское троллейбусное управление)                                                                                 |                                    |
| Maikop            | 29.11.1974 | Maikopskoje Trollejbusnoje Uprawlenije (Майкопское троллейбусное управление)                                                                                             |                                    |
| Miass             | 01.02.1985 | MiassElektroTrans (МиассЭлектроТранс) |                                    |
| Murmansk          | 11.02.1962 | Murmanski Elektrotransport (Мурманский Электротранспорт) |                                    |
| Naltschik         | 22.11.1980 | Naltschikskoje Trollejbusnoje Uprawlenije (Нальчикское троллейбусное управление)                                                                                         |                                    |
| Nischni Nowgorod  | 27.06.1947 | Nischegorodelektrotrans (Нижегородэлектротранс) |                                    |
| Nowokuibyschewsk  | 04.01.1986 | Nowokuibyschewskoje Munizipalnoje Unitarnoje Passagierskoje Transportnoje Predprijatije (Новокуйбышевское муниципальное унитарное пассажирское транспортное предприятие) |                                    |
| Nowokusnezk       | 06.01.1978 | Nowokusnezkelektrotrans (Новокузнецкэлектротранс) |                                    |
| Noworossijsk      | 01.04.1969 | NoworosPassagierTrans (НоворосПассажирТранс) |                                    |
| Nowosibirsk       | 07.11.1957 | Zentr Uprawlenija Gorautoelektrotransportom (Центр управления горавтоэлектротранспортом)                                                                                 |                                    |
| Nowotscheboksarsk | 02.11.1979 | Nowotscheboksarskoje Uprawlenije Trollejbusnogo Transporta (Новочебоксарское управление троллейбусного транспорта)                                                       |                                    |
| Omsk              | 05.11.1955 | Omskoje Munizipalnoje Predprijatije (Омское Муниципальное предприятие)                                                                                                   | siehe Omsker Nahverkehr            |
| Orenburg          | 28.04.1953 | Munizipalnoje Unitarnoje Predprijatije Passagierskogo Transporta Orenburga (Муниципальное унитарное предприятие пассажирского транспорта Оренбурга)                      |                                    |
| Orjol             | 28.10.1968 | Orlowskoje Tramwajno-Trollejbusnoje Predprijatije (Орловское трамвайно-троллейбусное предприятие)                                                                        |                                    |
| Pensa             | 04.11.1948 | Pensgorelektrotrans (Пензгорэлектротранс) |                                    |
| Perm              | 05.11.1960 | Permgorelektrotrans (Пермгорэлектротранс) |                                    |
| Petrosawodsk      | 05.09.1961 | Trollejbusnoje Uprawlenije Goroda Petrosawodska (Троллейбусное управление города Петрозаводска)                                                                          |                                    |
| Podolsk           | 01.05.2001 | Podolskij Trollejbus (Подольский троллейбус) |                                    |
| Rjasan            | 13.11.1949 | Uprawlenije Rjasanskogo Trollejbusa (Управление Рязанского троллейбуса)                                                                                                  |                                    |
| Rostow am Don     | 18.03.1936 | Ruseltrans (Русэлтранс) |                                    |
| Rubzowsk          | 28.12.1973 | Rubzowskoje Trollejbusnoje Predprijatije (Рубцовское троллейбусное предприятие)                                                                                          |                                    |
| Rybinsk           | 14.12.1976 | Rybinskoje Trollejbusnoje Uprawlenije (Рыбинское троллейбусное управление)                                                                                               |                                    |
| Samara            | 07.11.1942 | Samarskoje Munizipalnoje Predprijatije (Самарское муниципальное предприятие)                                                                                             |                                    |
| Sankt Petersburg  | 21.10.1936 | Gorelektrotrans Sankt Petersburg (Горэлектротранс Санкт-Петербург) |                                    |
| Saransk           | 29.01.1966 | Gorelektrotrans Saransk (Горэлектротранс Саранск) |                                    |
| Saratow           | 06.11.1952 | Saratowgorelektrotrans (Саратовгорэлектротранс) |                                    |
| Smolensk          | 08.04.1991 | Smolenskoje Munizipalnoje Tramwajno-Trollejbusnoje Predprijatije (Смоленское муниципальное трамвайно-троллейбусное предприятие)                                          |                                    |
| Stawropol         | 24.07.1964 | Gorodskoje Trollejbusnoje Uprawlenije – Stawropol (Городское троллейбусное управление – Ставрополь)                                                                      |                                    |
| Sterlitamak       | 24.02.1961 | Sterlitamakskoje Trollejbusnoje Uprawlenije (Стерлитамакское троллейбусное управление)                                                                                   |                                    |
| Tambow            | 06.11.1955 | Gorelektrotrans Tambow (Горэлектротранс Тамбов) |                                    |
| Toljatti          | 21.01.1966 | Togliattinskoje Trollejbusnoje Uprawlenije (Тольяттинское троллейбусное управление)                                                                                      |                                    |
| Tomsk             | 07.11.1967 | Tomskoje Tramwajno-Trollejbusnoje Uprawlenije (Томское трамвайно–троллейбусное управление)                                                                               |                                    |
| Tscheboksary      | 07.11.1964 | Tscheboksarskoje Trollejbusnoje Uprawlenije (Чебоксарское троллейбусное управление)                                                                                      | siehe Oberleitungsbus Tscheboksary |
| Tscheljabinsk     | 22.11.1942 | Tscheljadgortrans (Челябгортранс) |                                    |
| Tscherkessk       | 19.12.1988 | Trollejbusnoje Uprawlenije – Tscherkessk (Троллейбусное управление – Черкесск)                                                                                           |                                    |
| Tschita           | 30.12.1970 | Trollejbusnoje Uprawlenije – Tschita (Троллейбусное управление – Чита)                                                                                                   |                                    |
| Tula              | 03.11.1962 | Tulapassagiertrans (Тулапассажиртранс) |                                    |
| Ufa               | 27.01.1962 | Munizipalnoje Uprawlenije Elektrotransporta – Ufa (Муниципальное управление электротранспорта – Уфа)                                                                     |                                    |
| Uljanowsk         | 31.12.1973 | Uljanowskelektrotrans (Ульяновскгорэлектротранс) |                                    |
| Weliki Nowgorod   | 03.12.1995 | Munizipalnoje Unitarnoje Predprijatije Welikogo Nowgoroda (Муниципальное унитарное предприятие Великого Новгорода)                                                       |                                    |
| Widnoje           | 09.09.2000 | Widnowskij Trollejbusnij Park (Видновский троллейбусный парк) |                                    |
| Wladimir          | 07.11.1952 | Wladimirpassagiertrans (Владимирпассажиртранс) |                                    |
| Wladiwostok       | 28.01.1965 | Elektrischeski Transport Wladiwostoka (Электрический транспорт Владивостока)                                                                                             |                                    |
| Wolgodonsk        | 04.10.1977 | Wolgodonskoje Trollejbusnoje Uprawlenije (Волгодонское троллейбусное управление)                                                                                         |                                    |
| Wolgograd         | 31.12.1960 | Metroelektrotrans Wolgograd (Метроэлектротранс Волгоград) |                                    |
| Wologda           | 30.12.1976 | Wologdaelektrotrans (Вологдаэлектротранс) |                                    |
| Woronesch         | 06.11.1960 | Woroneschski Trollejbus (Воронежский троллейбус) |                                    |

Weitere (ehemalige) Betriebe: Liste der ehemaligen Oberleitungsbussysteme#Russland

## S

### Saudi-Arabien
| Ort  | Eröffnung  | Betreibergesellschaft | Anmerkungen                |
| ---- | ---------- | --------------------- | -------------------------- |
| Riad | 23.04.2013 |                       | siehe Oberleitungsbus Riad |

### Schweden
| Ort        | Eröffnung  | Betreibergesellschaft | Anmerkungen                      |
| ---------- | ---------- | --------------------- | -------------------------------- |
| Landskrona | 27.09.2003 | Skånetrafiken         | siehe Oberleitungsbus Landskrona |

Weitere (ehemalige) Betriebe: Liste der ehemaligen Oberleitungsbussysteme#Schweden

### Schweiz
| Ort                   | Eröffnung  | Betreibergesellschaft                                       | Anmerkungen                       |
| --------------------- | ---------- | ----------------------------------------------------------- | --------------------------------- |
| Bern                  | 29.10.1940 | Städtische Verkehrsbetriebe Bern (SVB)                      | siehe Trolleybus Bern             |
| Biel/Bienne           | 19.10.1940 | Verkehrsbetriebe Biel (VB)                                  | siehe Trolleybus Biel/Bienne      |
| Freiburg im Üechtland | 01.02.1949 | Freiburgische Verkehrsbetriebe (TPF)                        | siehe Trolleybus Freiburg         |
| Genf                  | 11.09.1942 | Transports publics genevois (TPG)                           | siehe Trolleybus Genf             |
| Lausanne              | 02.10.1932 | Transports publics de la région lausannoise (TL)            | siehe Trolleybus Lausanne         |
| Luzern                | 07.12.1941 | Verkehrsbetriebe Luzern (VBL)                               | siehe Trolleybus Luzern           |
| Montreux              | 18.04.1957 | Transports publics Vevey–Montreux–Chillon–Villeneuve (VMCV) | siehe Trolleybus Vevey–Villeneuve |
| Neuchâtel (Neuenburg) | 16.02.1940 | Transports Publics Neuchâtelois (TRN)                       | siehe Trolleybus Neuenburg        |
| St. Gallen            | 18.07.1950 | Verkehrsbetriebe der Stadt St. Gallen (VBSG)                | siehe Trolleybus St. Gallen       |
| Schaffhausen          | 24.09.1966 | Verkehrsbetriebe Schaffhausen (VBSH)                        | siehe Trolleybus Schaffhausen     |
| Winterthur            | 28.12.1938 | Stadtbus Winterthur (SW)                                    | siehe Trolleybus Winterthur       |
| Zürich                | 27.05.1939 | Verkehrsbetriebe Zürich (VBZ)                               | siehe Trolleybus Zürich           |

Weitere (ehemalige) Betriebe: Liste der ehemaligen Oberleitungsbussysteme#Schweiz

### Serbien
| Ort     | Eröffnung  | Betreibergesellschaft | Anmerkungen                   |
| ------- | ---------- | --------------------- | ----------------------------- |
| Belgrad | 22.06.1947 | GSP Beograd           | siehe Oberleitungsbus Belgrad |

Keine ehemaligen Betriebe

### Slowakei
| Ort             | Eröffnung  | Betreibergesellschaft                 | Anmerkungen                                                            |
| --------------- | ---------- | ------------------------------------- | ---------------------------------------------------------------------- |
| Banská Bystrica | 24.08.1989 | Dopravný podnik mesta Banská Bystrica | Betrieb war zwischen 1. Januar 2006 und 9. November 2007 unterbrochen. |
| Bratislava      | 31.07.1941 | Dopravný podnik Bratislava            | siehe Oberleitungsbus Bratislava                                       |
| Prešov          | 13.05.1962 | Dopravný podnik mesta Prešov          |                                                                        |
| Žilina          | 17.11.1994 | Dopravný podnik mesta Žiliny          |                                                                        |

Weitere (ehemalige) Betriebe: Liste der ehemaligen Oberleitungsbussysteme#Slowakei

### Spanien
| Ort                   | Eröffnung  | Betreibergesellschaft                          | Anmerkungen                                 |
| --------------------- | ---------- | ---------------------------------------------- | ------------------------------------------- |
| Castellón de la Plana | 25.06.2008 | Autotransportes Colectivos Castellonenses S.A. | siehe Oberleitungsbus Castellón de la Plana |

Weitere (ehemalige) Betriebe: Liste der ehemaligen Oberleitungsbussysteme#Spanien

## T

### Tadschikistan
| Ort       | Eröffnung  | Betreibergesellschaft | Anmerkungen                     |
| --------- | ---------- | --------------------- | ------------------------------- |
| Duschanbe | 02.05.1955 |                       | siehe Oberleitungsbus Duschanbe |

Weitere (ehemalige) Betriebe: Liste der ehemaligen Oberleitungsbussysteme#Tadschikistan

### Tschechien
| Ort              | Eröffnung  | Betreibergesellschaft                    | Anmerkungen                             |
| ---------------- | ---------- | ---------------------------------------- | --------------------------------------- |
| Brno             | 30.07.1949 | Dopravní podnik města Brna               |                                         |
| České Budějovice | 01.05.1991 | Dopravní podnik města České Budějovice   |                                         |
| Chomutov/Jirkov  | 29.05.1995 | Dopravní podnik měst Chomutova a Jirkova | Überlandbetrieb Chomutov–Jirkov         |
| Hradec Králové   | 02.05.1949 | Dopravní podnik města Hradec Králové     |                                         |
| Jihlava          | 19.12.1948 | Dopravní podnik města Jihlavy            |                                         |
| Mariánské Lázně  | 27.04.1952 | Městská doprava Mariánské Lázně          | siehe Oberleitungsbus Marienbad         |
| Opava            | 24.08.1952 | Městský dopravní podnik Opava            |                                         |
| Ostrava          | 09.05.1952 | Dopravní podnik Ostrava                  |                                         |
| Pardubice        | 21.01.1952 | Dopravní podnik města Pardubic           |                                         |
| Plzeň            | 09.04.1941 | Plzeňské městské dopravní podniky        |                                         |
| Prag             | 15.10.2017 | Dopravní podnik hlavního města Prahy     | Testbetrieb, siehe Oberleitungsbus Prag |
| Teplice          | 01.05.1952 | Dopravní podnik Teplice                  | siehe Oberleitungsbus Teplice           |
| Ústí nad Labem   | 01.07.1988 | Dopravní podnik města Ústí nad Labem     |                                         |
| Zlín             | 27.01.1944 | Dopravní společnost Zlín-Otrokovice      |                                         |

Weitere (ehemalige) Betriebe: Liste der ehemaligen Oberleitungsbussysteme#Tschechien

### Türkei
| Ort       | Eröffnung  | Betreibergesellschaft           | Anmerkungen                   |
| --------- | ---------- | ------------------------------- | ----------------------------- |
| Malatya   | 10.03.2015 | Motaş                           | siehe Oberleitungsbus Malatya |
| Şanlıurfa | 28.04.2023 | Şanlıurfa Büyükşehir Belediyesi |                               |

Weitere (ehemalige) Betriebe: Liste der ehemaligen Oberleitungsbussysteme#Türkei

## U

### Ukraine
| Ort                           | Eröffnung  | Betreibergesellschaft                        | Anmerkungen                                             |
| ----------------------------- | ---------- | -------------------------------------------- | ------------------------------------------------------- |
| Altschewsk                    | 26.09.1954 |                                              |                                                         |
| Antrazyt                      | 27.09.1987 |                                              |                                                         |
| Bachmut                       | 29.04.1968 |                                              |                                                         |
| Bila Zerkwa                   | 23.06.1980 |                                              |                                                         |
| Charkiw                       | 05.05.1939 |                                              |                                                         |
| Charzysk                      | 04.02.1982 |                                              |                                                         |
| Cherson                       | 16.06.1960 |                                              |                                                         |
| Chmelnyzkyj                   | 25.12.1970 |                                              |                                                         |
| Dnipro                        | 07.11.1947 |                                              |                                                         |
| Donezk                        | 03.01.1940 |                                              |                                                         |
| Horliwka                      | 06.11.1974 |                                              |                                                         |
| Iwano-Frankiwsk               | 31.12.1983 |                                              |                                                         |
| Kertsch                       | 18.09.2004 |                                              |                                                         |
| Kirowohrad                    | 04.11.1967 |                                              |                                                         |
| Kramatorsk                    | 18.11.1971 |                                              |                                                         |
| Krasnodon                     | 30.12.1987 |                                              | siehe Oberleitungsbus Krasnodon                         |
| Krementschuk                  | 06.11.1966 |                                              |                                                         |
| Krywyj Rih                    | 21.12.1957 |                                              |                                                         |
| Kiew                          | 05.11.1935 |                                              |                                                         |
| Luhansk                       | 25.01.1962 |                                              |                                                         |
| Luzk                          | 08.04.1972 |                                              |                                                         |
| Lwiw                          | 27.11.1952 | LKP Lwiwelektrotrans (ЛКП Львівелектротранс) |                                                         |
| Lyssytschansk                 | 07.03.1972 |                                              |                                                         |
| Makijiwka                     | 13.11.1969 |                                              |                                                         |
| Mariupol                      | 21.04.1970 |                                              |                                                         |
| Mykolajiw                     | 29.10.1967 |                                              |                                                         |
| Odessa                        | 05.11.1945 | Odesgorelektrotrans                          |                                                         |
| Poltawa                       | 14.09.1962 |                                              |                                                         |
| Riwne                         | 27.12.1974 |                                              |                                                         |
| Saporischschja                | 22.12.1949 |                                              |                                                         |
| Schytomyr                     | 01.05.1962 |                                              |                                                         |
| Sewastopol                    | 06.11.1950 |                                              |                                                         |
| Sjewjerodonezk                | 01.01.1979 |                                              |                                                         |
| Simferopol / Aluschta / Jalta | 07.10.1959 |                                              | durch Überlandlinie verbunden, siehe Krymskyj trolejbus |
| Slowjansk                     | 19.03.1977 |                                              |                                                         |
| Sumy                          | 25.08.1967 |                                              |                                                         |
| Ternopil                      | 24.12.1975 |                                              |                                                         |
| Tscherkassy                   | 09.11.1965 |                                              |                                                         |
| Tschernihiw                   | 04.11.1964 |                                              |                                                         |
| Czernowitz                    | 01.02.1939 |                                              |                                                         |
| Winnyzja                      | 20.02.1964 |                                              |                                                         |

Weitere (ehemalige) Betriebe: Liste der ehemaligen Oberleitungsbussysteme#Ukraine

### Ungarn
| Ort      | Eröffnung  | Betreibergesellschaft                                          | Anmerkungen                    |
| -------- | ---------- | -------------------------------------------------------------- | ------------------------------ |
| Budapest | 21.12.1949 | Budapesti Közlekedési Zártkörűen Működő Részvénytársaság (BKV) | siehe Oberleitungsbus Budapest |
| Debrecen | 02.07.1985 | Debreceni Közlekedési Zrt. (DKV)                               |                                |
| Szeged   | 01.05.1979 | Szegedi Közlekedési Társaság                                   |                                |

Weitere (ehemalige) Betriebe: Liste der ehemaligen Oberleitungsbussysteme#Ungarn

### Usbekistan
| Ort     | Eröffnung  | Betreibergesellschaft | Anmerkungen                   |
| ------- | ---------- | --------------------- | ----------------------------- |
| Urganch | 20.10.1997 |                       | siehe Oberleitungsbus Urganch |

Weitere (ehemalige) Betriebe: Liste der ehemaligen Oberleitungsbussysteme#Usbekistan

## V

### Vereinigte Staaten
| Ort           | Eröffnung  | Betreibergesellschaft                                      | Anmerkungen                                                        |
| ------------- | ---------- | ---------------------------------------------------------- | ------------------------------------------------------------------ |
| Dayton        | 23.04.1933 | Greater Dayton Regional Transit Authority (GDRTA)          |                                                                    |
| Philadelphia  | 14.10.1923 | Southeastern Pennsylvania Transportation Authority (SEPTA) | Betrieb war zwischen 30. Juni 2003 und 13. April 2008 unterbrochen |
| San Francisco | 06.10.1935 | San Francisco Municipal Railway                            | siehe Oberleitungsbus San Francisco                                |
| Seattle       | 28.04.1940 | King County Metro                                          |                                                                    |

Weitere (ehemalige) Betriebe: Liste der ehemaligen Oberleitungsbussysteme#Vereinigte Staaten